# Pseudapis innesi
Pseudapis innesi är en biart som först beskrevs av Giovanni Gribodo 1894.
Pseudapis innesi ingår i släktet Pseudapis och familjen vägbin. Inga underarter finns listade i Catalogue of Life.